# حاجی عباس کندی
حاجی عباس کندی، روستایی باصفا با آب و هوایی بکر و  با مردمانی اصیل و مهربان در دهستان دره‌رود شمالی بخش دره‌رود شهرستان انگوت در استان اردبیل ایران است. این روستا با بیشینه ای چند صد ساله یکی از قدیمی ترین روستاهای منطقه است نام روستا از نام نیاکان اهالی (حاج عباس) گرفته شده و  نام خانوادگی همه اهالی روستا (عباسی) است. ساکنان  روستا مشغول دامپروری و کشاورزی و باغداری هستند.  

## جمعیت
بر پایه سرشماری عمومی نفوس و مسکن در سال ۱۳۹۵، جمعیت این روستا برابر با ۲۴ نفر (۵ خانوار) بوده‌است.